# Ito Genta
Ito Genta (sinh ngày 2 tháng 7 năm 2000) là một cầu thủ bóng đá người Nhật Bản.

## Sự nghiệp câu lạc bộ
Ito Genta hiện đang chơi cho Vissel Kobe.